# Pistasch
Pistasch (Pistacia vera) är ett litet träd i familjen sumakväxter som kan bli 10 meter högt. Det kommer ursprungligen från sydvästra Asien, och från Iran och väster ut till Levanten. 
Det finns inte han- och honblommor på samma träd. Blommorna saknar kronblad. Frukten är en stenfrukt som innehåller ett avlångt frö. Som livsmedel kallas fröet pistaschmandel eller pistaschnöt, men botaniskt är det alltså ingen nöt, och många nötallergiker är inte känsliga mot frukten. Stenfrukten har ett hårt beigevitt skal och kärnan är färgstarkt ljusgrön, med en mycket karaktäristisk smak. När frukten mognar öppnas skalet med ett hörbart knäppande ljud. Gamla myter säger att förälskade par som står under ett pistaschträd på natten och hör frukterna öppna sig kommer att bli lyckliga.
Det beigevita pistaschskalet färgas ibland rött. Från början gjordes det för att dölja fläckar som uppstod när frukterna plockades för hand. Numera skördas de nästan alltid med maskiner och då blir det inga fläckar på skalen, vilket gör rödfärgningen onödig. Ändå färgas de ibland, eftersom vissa konsumenter efterfrågar röda pistaschmandlar.
Pistaschmandlar har ätits av människor under mycket lång tid. Kärnorna äts hela, antingen färska eller rostade och saltade. Pistasch används även i glass och bakverk såsom baklava.

## Odling och produktion
| De 5 största pistasch- producenterna 2014 | De 5 största pistasch- producenterna 2014 | De 5 största pistasch- producenterna 2014 | De 5 största pistasch- producenterna 2014 |
| ----------------------------------------- | ----------------------------------------- | ----------------------------------------- | ----------------------------------------- |
| Rank                                      | Land                                      | Antal ton                                 |                                           |
| 1                                         | Iran                                      | 415 531                                   |                                           |
| 2                                         | USA                                       | 233 146                                   |                                           |
| 3                                         | Turkiet                                   | 80 000                                    |                                           |
| 4                                         | Kina                                      | 76 943                                    |                                           |
| 5                                         | Syrien                                    | 28 786                                    |                                           |
| —                                         | Världen                                   | 857 878                                   |                                           |

Pistaschträd i odlingar beskärs vanligen, för att underlätta skörden. Ett hanträd producerar tillräckligt med pollen till mellan åtta och tolv fruktbärande honträd. Ett problem i pistaschodlingar är svampsjukdomen Botryosphaeria som dödar blommorna och unga skott.
Det bästa odlingsområdet har historiskt varit centrala Iran. Därifrån spreds odlandet till medelhavsområdet under romarrikets tid och under nyare tid har pistasch börjat odlas även i Kalifornien och Australien.
De största producentländerna av pistaschmandlar är (2014) Iran, USA, Turkiet, Kina och Syrien.

## Stavning
Förutom "pistasch" förekommer också den numera godkända stavningsvarianten pistage (analogt med garage, apanage m.fl. franska lånord vars avslutande zj-ljud kommit att uttalas med sj-ljudet på svenska). Mandeln heter pistache på franska.